# Liste der Gemeindeverbände im Département Val-d’Oise
Das Département Val-d’Oise liegt in der Region Île-de-France in Frankreich. Es untergliedert sich in 13 Gemeindeverbände.
Siehe auch: Liste der Gemeinden im Département Val-d’Oise

## Gemeindeverbände

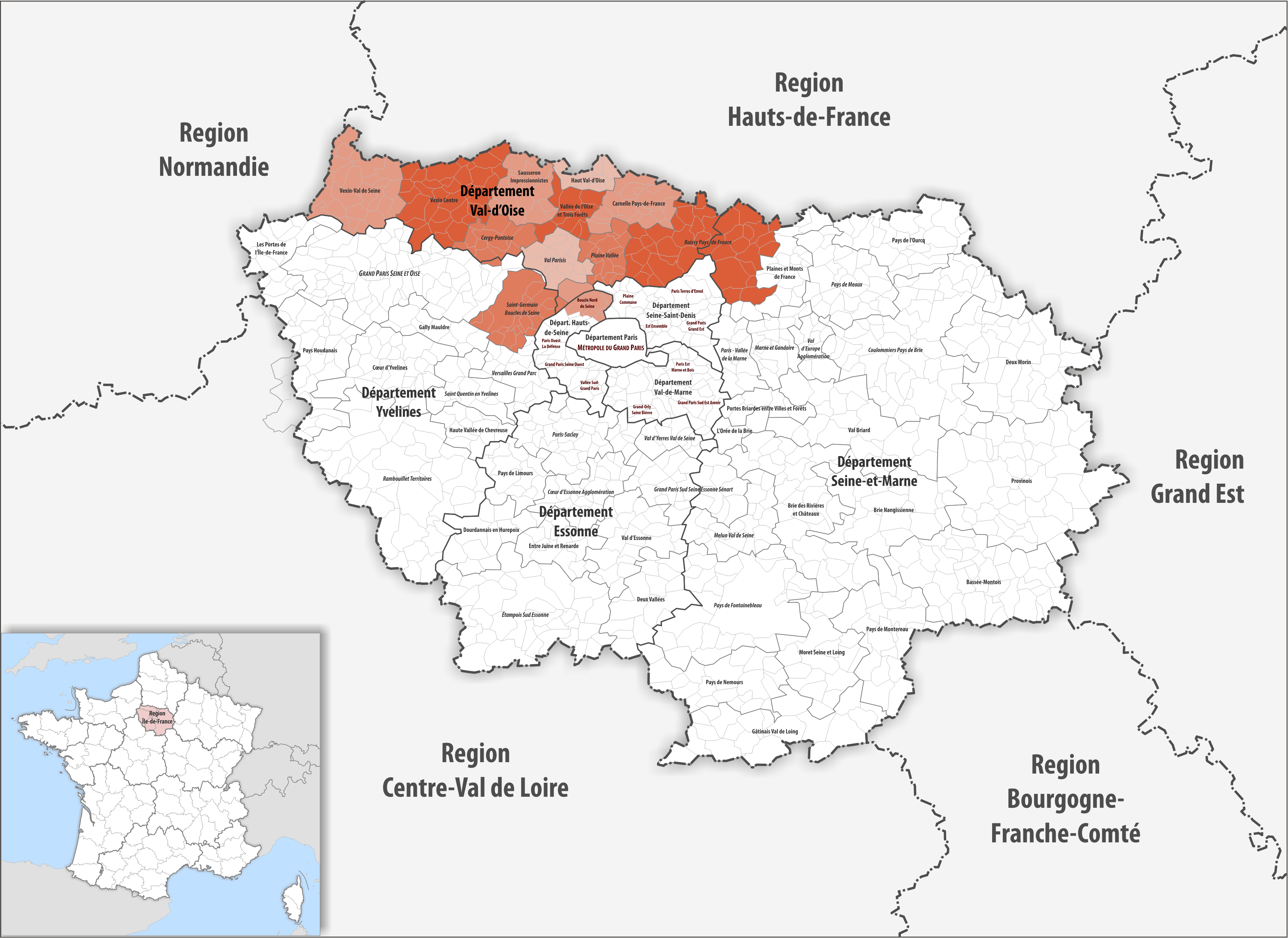
Gemeindeverbände im Département Val-d’Oise

| Gemeindeverband                      | Gemeinden im Départ./Verband | Einwohner 1. Januar 2022 | Fläche km² | Dichte Einw./km² | SIREN- Nummer | Rechtsform                       | Gründungsdatum    |
| ------------------------------------ | ---------------------------- | ------------------------ | ---------- | ---------------- | ------------- | -------------------------------- | ----------------- |
| Boucle Nord de Seine                 | 1/7                          | 462.687                  | 49,69      | 9.311            | 200 057 990   | Établissement public territorial | 1. Januar 2016    |
| Carnelle Pays-de-France              | 19/19                        | 33.539                   | 123,25     | 272              | 200 073 013   | Communauté de communes           | 20. Dezember 2016 |
| Cergy-Pontoise                       | 12/13                        | 217.763                  | 84,16      | 2.587            | 249 500 109   | Communauté d’agglomération       | 6. Juli 1984      |
| Haut Val-d’Oise                      | 9/9                          | 40.950                   | 48,73      | 840              | 249 500 489   | Communauté de communes           | 25. Oktober 2004  |
| Métropole du Grand Paris             | 1/130                        | 7.115.576                | 814,24     | 8.739            | 200 054 781   | Métropole                        | 1. Januar 2016    |
| Plaine Vallée                        | 18/18                        | 186.216                  | 74,08      | 2.514            | 200 056 380   | Communauté d’agglomération       | 25. November 2015 |
| Roissy Pays de France                | 25/42                        | 362.933                  | 340,88     | 1.065            | 200 055 655   | Communauté d’agglomération       | 9. November 2015  |
| Saint-Germain Boucles de Seine       | 1/19                         | 341.547                  | 139,10     | 2.455            | 200 058 519   | Communauté d’agglomération       | 1. Januar 2016    |
| Sausseron Impressionnistes           | 15/15                        | 19.049                   | 119,80     | 159              | 249 500 430   | Communauté de communes           | 24. Dezember 2002 |
| Val Parisis                          | 15/15                        | 288.829                  | 87,24      | 3.311            | 200 058 485   | Communauté d’agglomération       | 14. Dezember 2015 |
| Vallée de l’Oise et des Trois Forêts | 9/9                          | 39.681                   | 75,86      | 523              | 249 500 455   | Communauté de communes           | 17. November 2003 |
| Vexin Centre                         | 33/33                        | 25.137                   | 242,17     | 104              | 200 035 970   | Communauté de communes           | 26. Dezember 2012 |
| Vexin-Val de Seine                   | 26/26                        | 16.545                   | 198,91     | 83               | 249 500 513   | Communauté de communes           | 22. Juli 2005     |